# أوقستو رودريغيز (ملحن)
أوقستو رودريغيز (بالإنجليزية: Augusto Rodríguez)‏ هو ملحن أمريكي، ولد في 9 فبراير 1904 في سان خوان في الولايات المتحدة، وتوفي في 5 يناير 1993.